# Xichang

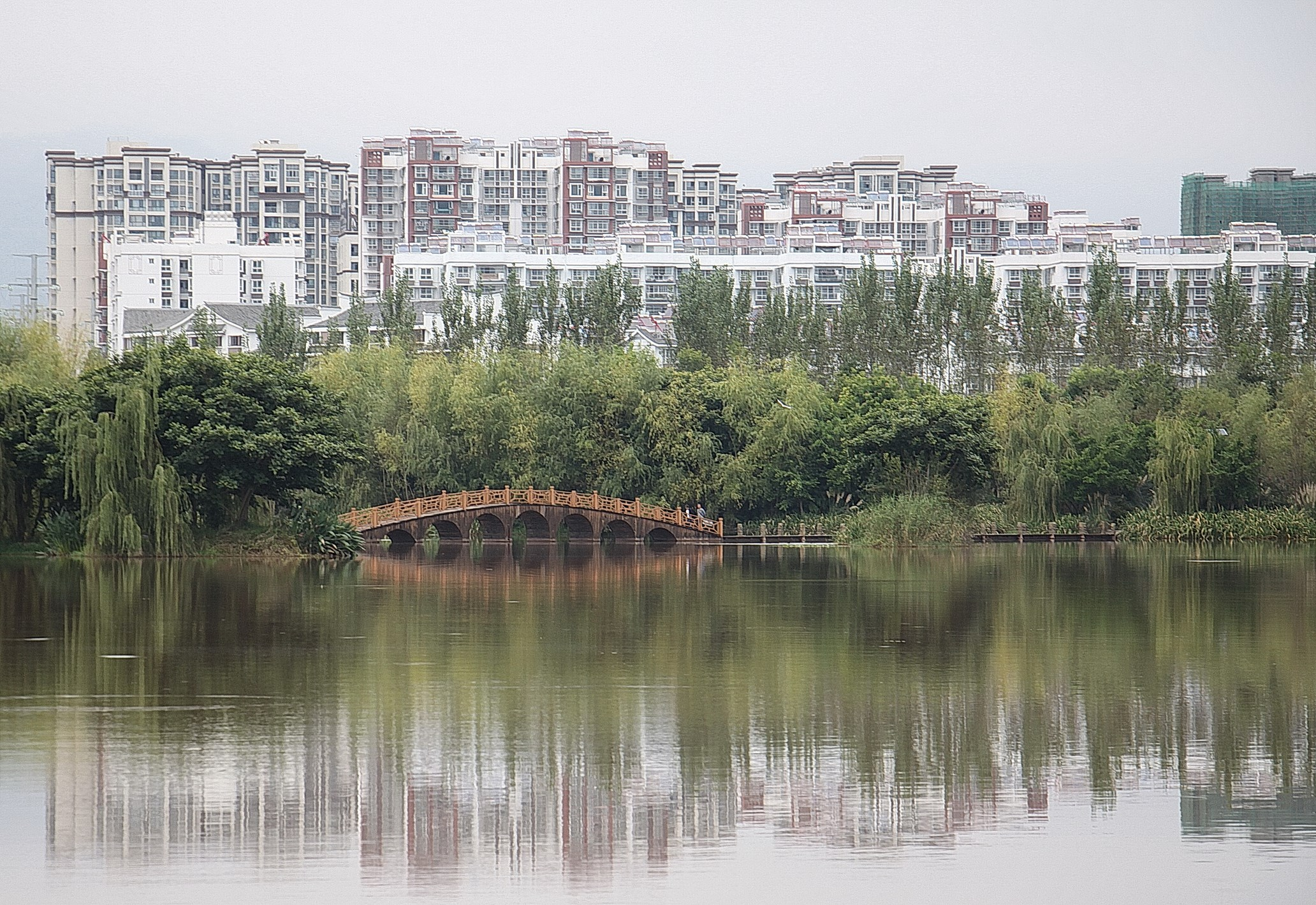
Lac Qionghai

Cette page contient des caractères spéciaux ou non latins. S’ils s’affichent mal (▯, ?, etc.), consultez la page d’aide Unicode.
Xichang (chinois : 西昌 ; pinyin : Xīchāng ; yi : Op Rro / ꀒꎂ) est une ville de la province méridionale du Sichuan en Chine. C'est une ville-district, chef-lieu de la préfecture autonome yi de Liangshan. On y parle le dialecte de Xichang du mandarin du sud-ouest.
La base de lancement spatial du même nom est installée à 65 km au nord de la ville.

## Démographie
La population du district était de 546 900 habitants en 1999.

## Économie
Xichang est desservi par l'aéroport de Xichang Qingshan (en) (code AITA : XIC).
Elle comporte également la base de lancement spatial de Xichang d'où la Chine a lancé le 24 octobre 2007 son premier satellite d'exploration lunaire, dans le cadre d'un programme visant à envoyer un astronaute sur la Lune vers 2020. Baptisé Chang'e, du nom d'une déesse de la mythologie chinoise, ce satellite a été propulsé par un lanceur Longue Marche 3-A.
Cette base a notamment lancé en décembre 2013, le satellite Túpac Katari, en référence à Túpac Katari qui a lutté contre les colons espagnols, premier satellite de Bolivie, produit par une coopération sino-bolivienne,.